# Bruce Price
Bruce Price (Cumberland, Maryland, 12 de diciembre de 1845 - 29 de mayo de 1903) fue un arquitecto estadounidense e innovador en el estilo Shingle. La geometría austera y la masa compacta de sus cabañas en Tuxedo Park, en el estado de Nueva York, influyeron en los arquitectos modernistas, incluidos Frank Lloyd Wright y Robert Venturi.
También diseñó edificios institucionales en estilo románico richardsoniano, mansiones de estilo Beaux-Arts y rascacielos de Manhattan. En Canadá, diseñó estaciones de ferrocarril en estilo château y grandes hoteles para el Canadian Pacific Railway, incluida la estación de Windsor en Montreal y el Château Frontenac en la ciudad de Quebec.

## Vida y carrera
Price nació en Cumberland, Maryland, hijo de William y Marian Bruce Price. Estudió por un corto tiempo en la Universidad de Princeton. Después de cuatro años de pasantía en la oficina de los arquitectos de Baltimore Niernsee & Neilson (1864-1868), comenzó su trabajo profesional en Baltimore con Ephraim Francis Baldwin como socio. Después de un breve viaje de estudios a Europa, abrió una oficina en Wilkes-Barre, Pensilvania, donde ejerció desde 1873 hasta 1876.
Se instaló en Nueva York en 1877, donde trabajó en una serie de proyectos domésticos. Estos culminaron en el diseño y distribución de la exclusiva comunidad planificada de 28.328 m² de Tuxedo Park (1885–86), creada por Pierre Lorillard IV. Los llamativos edificios que Price diseñó allí, con su geometría severa, masa compacta y planos axiales, fueron muy influyentes en la profesión arquitectónica. Ocho de las casas de Price, incluidas cinco de Tuxedo Park, se encontraban entre los cien edificios seleccionados para el estudio histórico de George William Sheldon sobre la arquitectura doméstica estadounidense: Artistic Country-Seats (1886-1887). La más famosa de ellas, la casa de campo Pierre Lorillard V ("Casa de campo G"), aunque demolida y ahora sólo se conoce a través de fotografías, sigue siendo un icono de la arquitectura estadounidense. La hija de Price escribió en 1911: "Al comenzar con Tuxedo, la idea del arquitecto era adaptar los edificios a los bosques circundantes, y la entrada y la torre del homenaje se construyeron con piedra gris con la mayor cantidad de musgo y líquenes posible. Las cabañas con tejas estaban teñidas con el color de los bosques: rojizos y grises y rojos apagados, feos para el gusto de un cuarto de siglo después, aunque este tratamiento hizo mucho para neutralizar la novedad de los edificios: el Viejo Mundo y la tradición, como parece, es nuevo, increíblemente nuevo".
Entre los edificios de oficinas de Manhattan que diseñó se encuentran el American Surety Building, el St. James Building, el Bank of the Metropolis y el International Bank. También colaboró con el escultor Daniel Chester French en el Richard Morris Hunt Memorial (1898) en Central Park. Diseñó una sala de conferencias y un dormitorio en la Universidad Yale. Su mayor encargo residencial fue Georgian Court, la finca neogeorgiana de George Jay Gould I en la localidad de Lakewood, situada en la zona oriental del estado de Nueva Jersey.
Price inventó, patentó y construyó los vagones con ventana salediza para el Pennsylvania Railroad y el Boston and Albany Railroad. Este trabajo llevó a Canadian Pacific Railways a considerar su cartera. Diseñó el Château Frontenac en la ciudad de Quebec para el Pacífico canadiense (posiblemente la estructura con la que Price se identifica más), así como el primer Banff Springs Hotel en Alberta y muchos otros hoteles y estaciones.
Fue miembro del American Institute of Architects (1890) y perteneció a la Liga de Arquitectura de Nueva York. En 1900, se asoció con el arquitecto francés Jules Henri de Sibour, que anteriormente había trabajado en su oficina. La firma continuó usando el nombre "Bruce Price & de Sibour" hasta 1908, cinco años después de la muerte de Price.
En 1871, Price se casó con Josephine Lee, la hija de un magnate del carbón de Wilkes-Barre. Tuvieron dos hijos: Emily Price Post, que se convirtió en novelista y la autoridad estadounidense en etiqueta, y William, que murió en la infancia. Price está enterrado, junto con su esposa e hijo, en el cementerio de Hollenback en Wilkes-Barre, Pensilvania.

## Galería

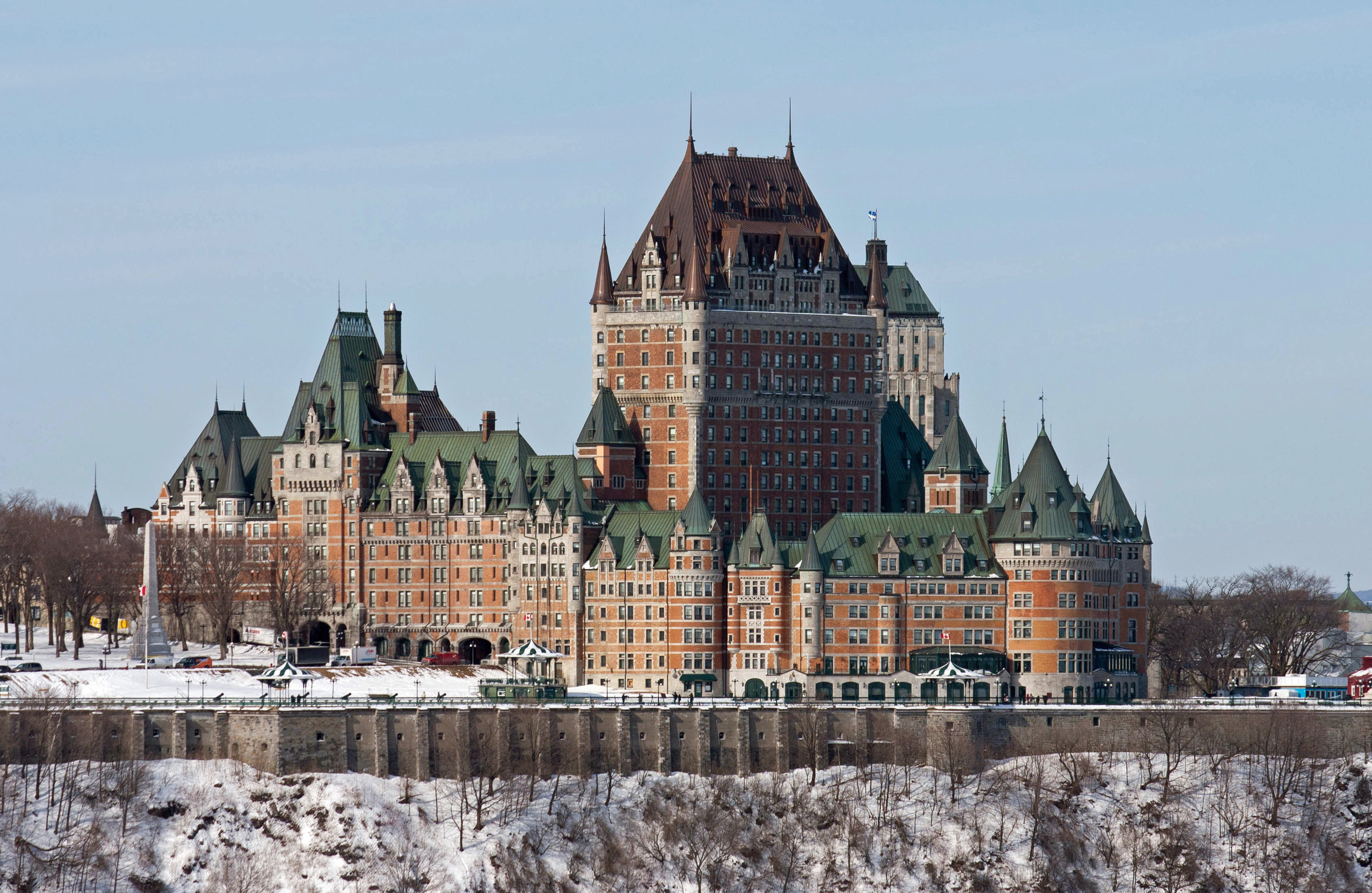
Château Frontenac (1869)
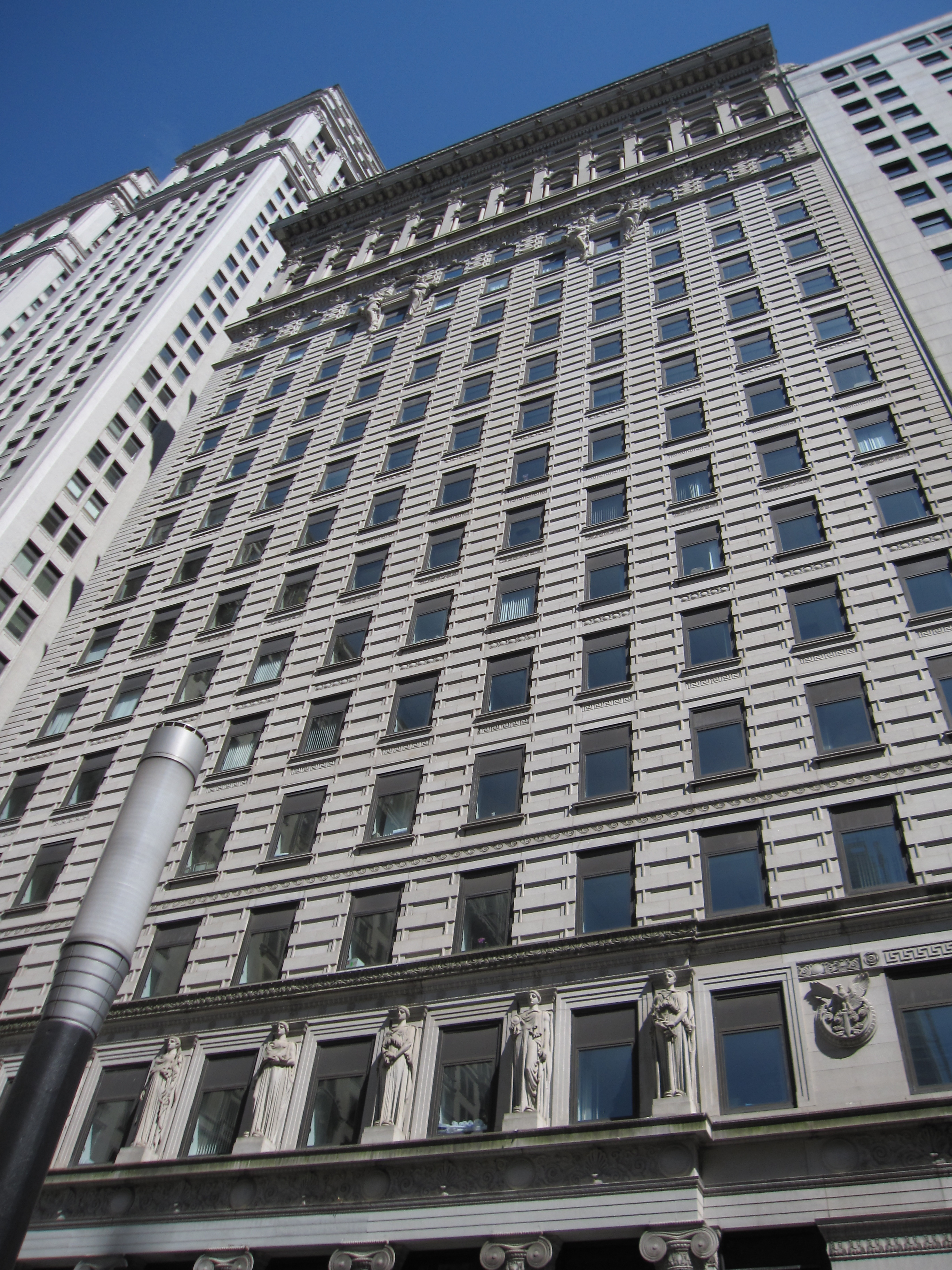
American Surety Building (1896)
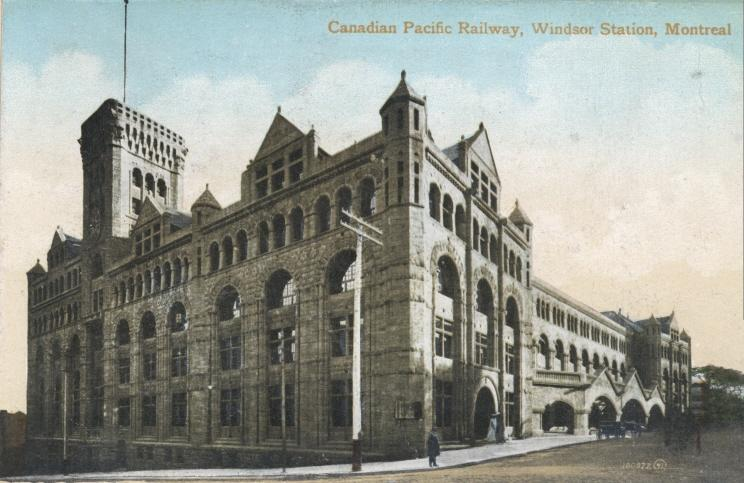
Windsor Station (1889), Montreal, Quebec
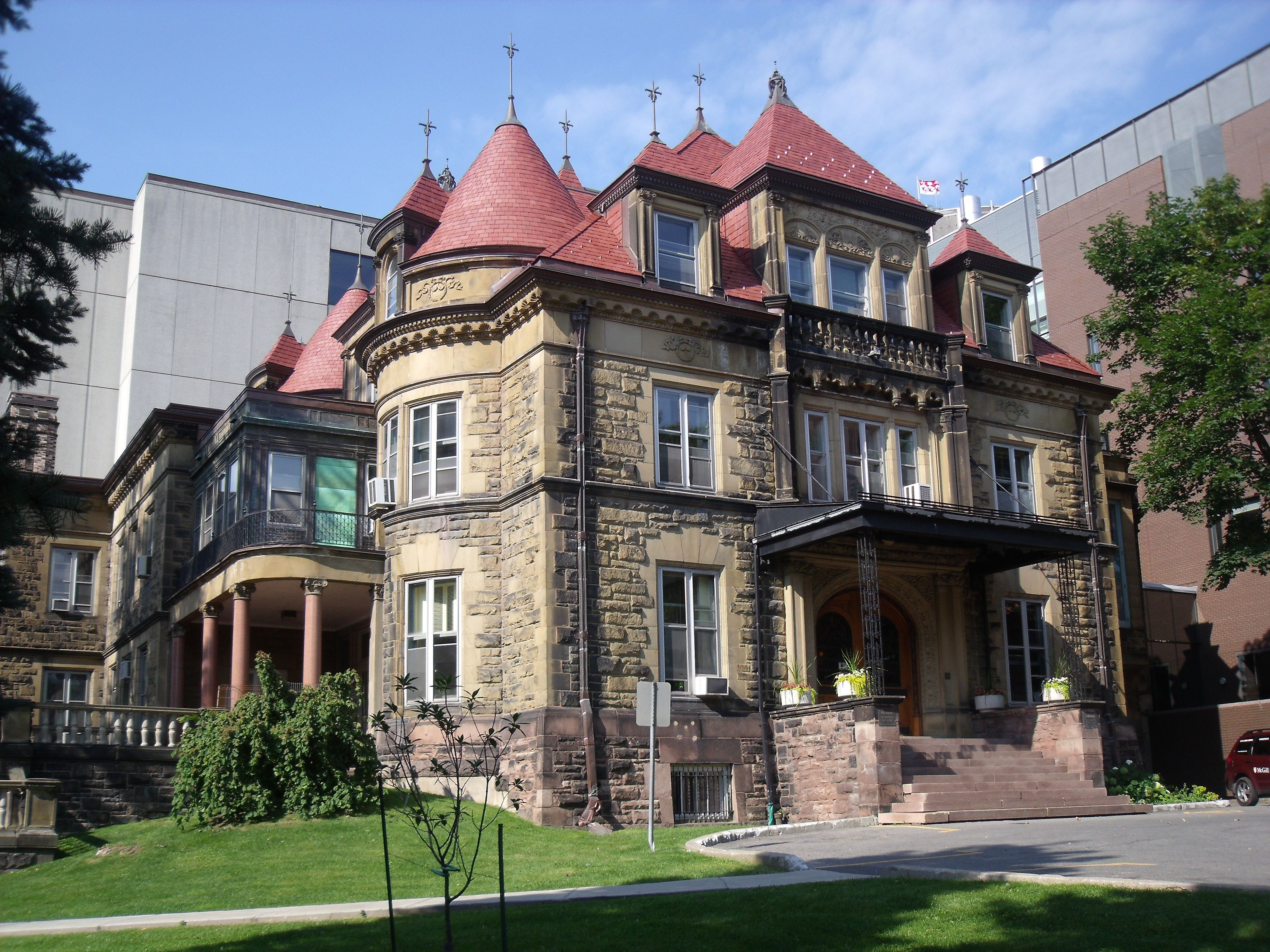
James Ross House, Montreal, Quebec (terminado en 1892).
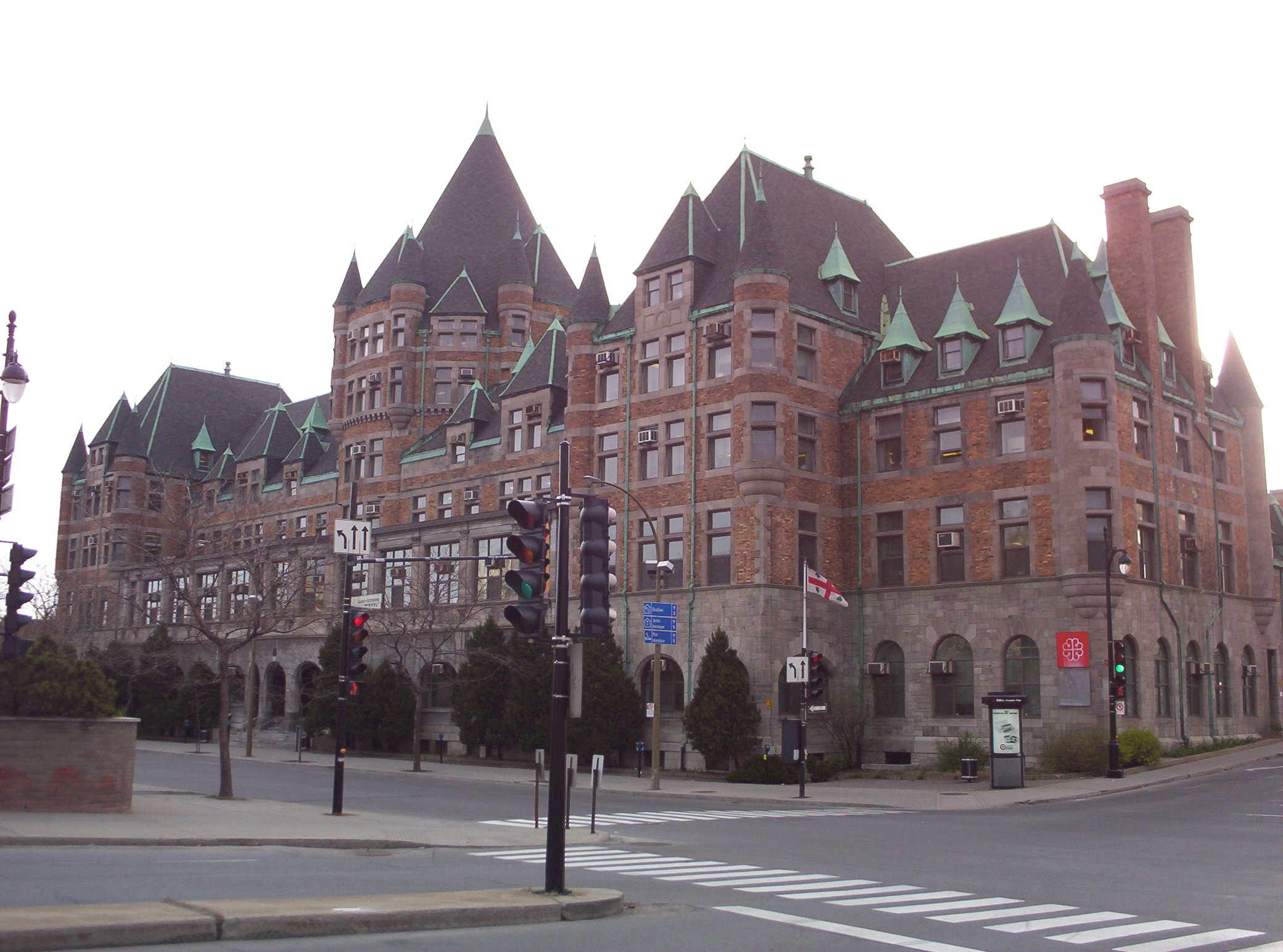
Place Viger, Montreal, Quebec (terminado en 1897).
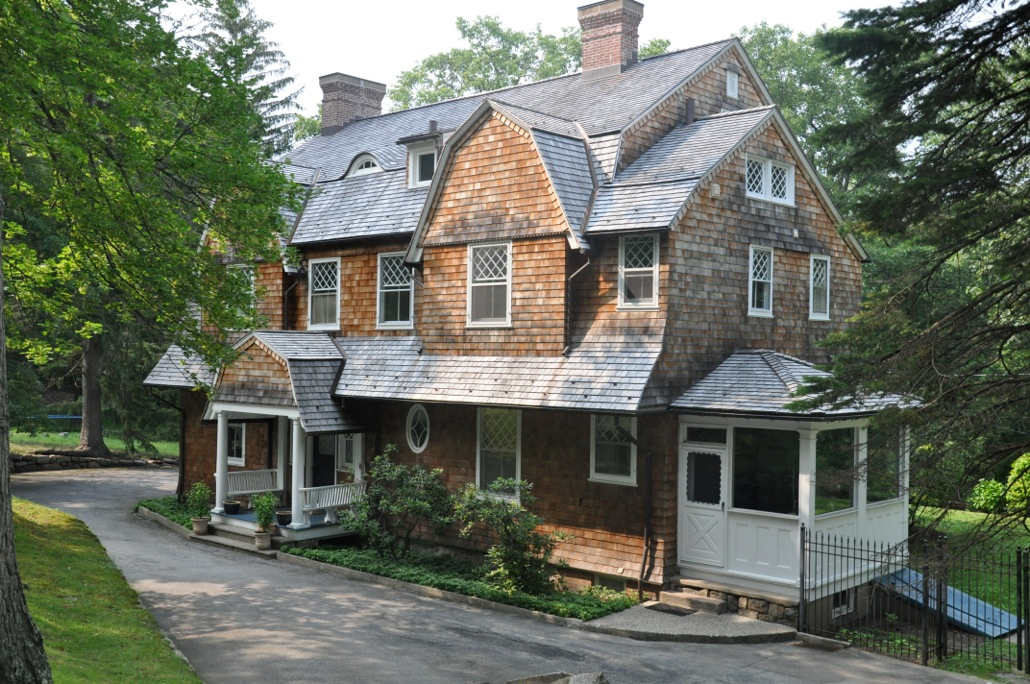
Bruce Price Cottage, Tuxedo Park, New York (terminado en 1897).
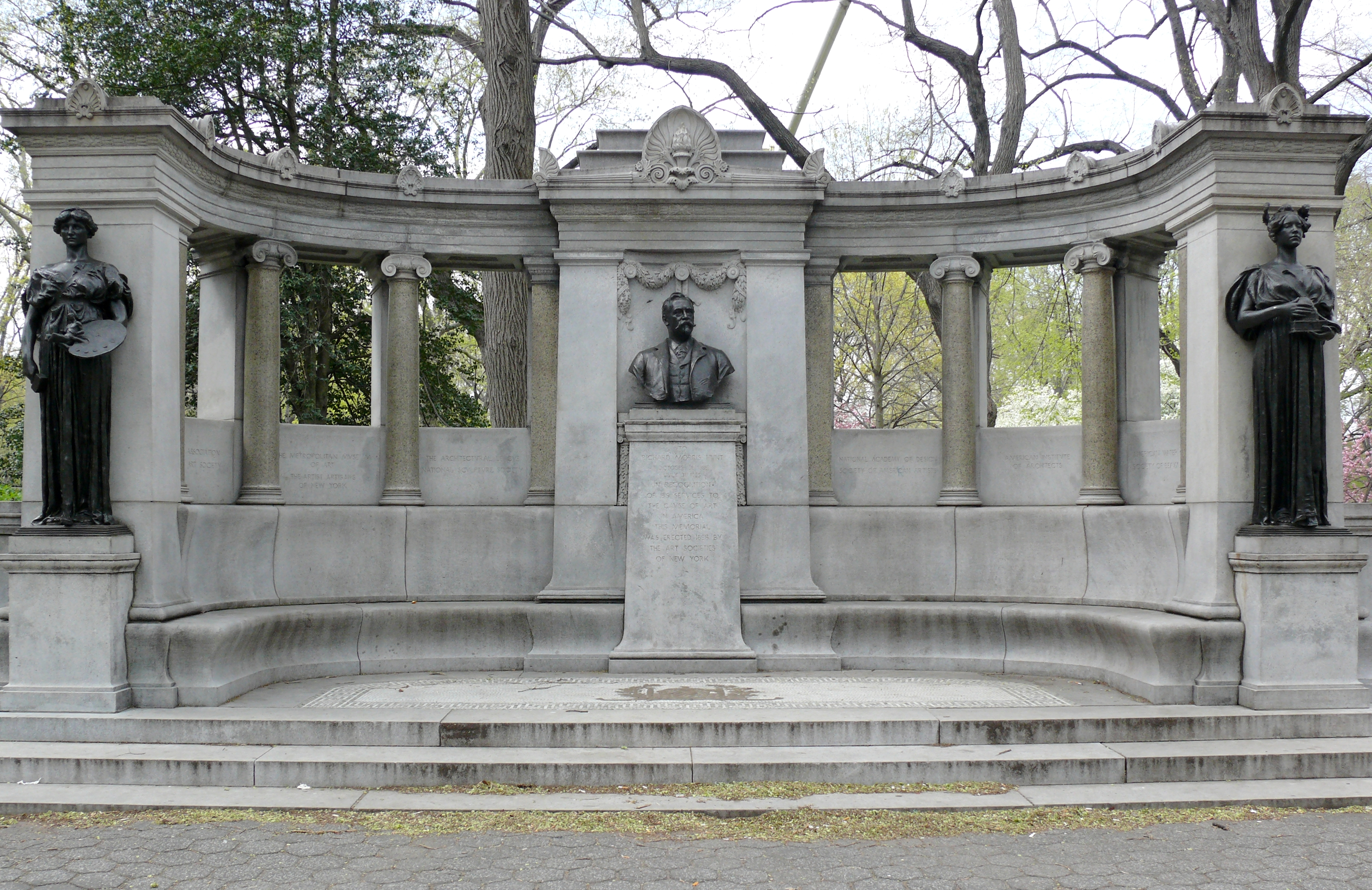
Richard Morris Hunt Memorial, Central Park, Nueva York (terminado en 1898), con el escultor Daniel Chester French.
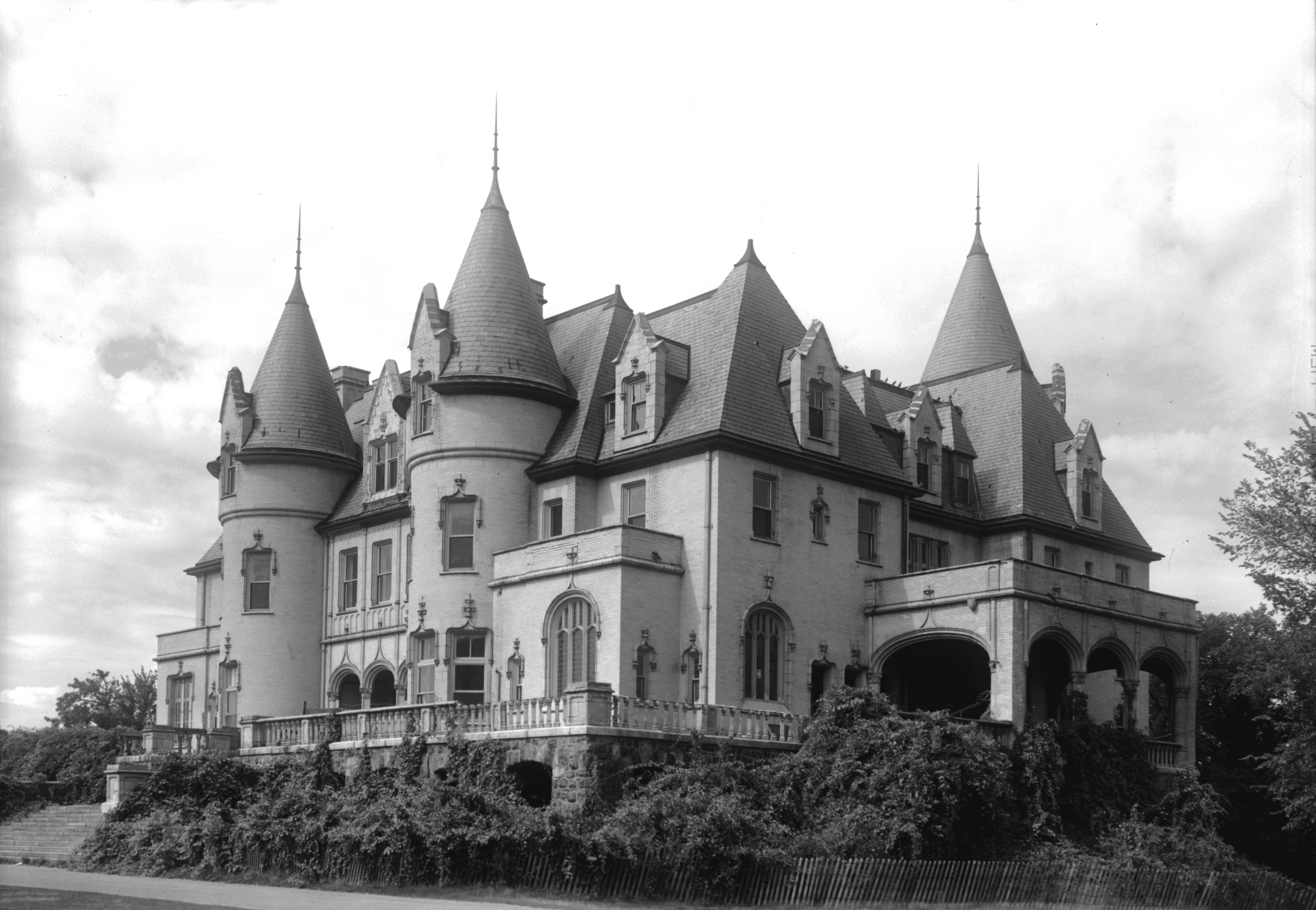
Northfield, Massachusetts (terminado en 1903; demolido en 1963).